# Gymnosagena campiglossina
Gymnosagena campiglossina är en tvåvingeart som beskrevs av Amnon Freidberg och Merz 2006. Gymnosagena campiglossina ingår i släktet Gymnosagena och familjen borrflugor.
Artens utbredningsområde är Madagaskar. Inga underarter finns listade i Catalogue of Life.